# 3. nordgrönländischer Landesratswahlkreis
Der 3. nordgrönländische Landesratswahlkreis war von 1911 bis 1951 ein Landesratswahlkreis in Nordgrönland. Der Wahlkreis umfasste die Gemeinden Aasiaat, Akunnaaq und Kitsissuarsuit im Kolonialdistrikt Egedesminde.

## Vertreter
Folgende Personen vertraten den Wahlkreis:
| Wahlperiode | Landesrat                      | Stellvertreter        | Anmerkung                              |
| ----------- | ------------------------------ | --------------------- | -------------------------------------- |
| 1911–1916   | Wille Brandt (nicht 1915)      | Abia Brandt (1915)    |                                        |
| 1917–1922   | Valdemar Sørensen (nicht 1922) | Frederik Lynge (1922) |                                        |
| 1923–1926   | Isak Abelsen                   | Johannes Olsen        |                                        |
| 1927–1932   | Frederik Lynge                 | Isak Abelsen          |                                        |
| 1933–1938   | Søren Kaspersen (nicht 1938)   | ?                     | 1938 Nachwahl von Nikolaj Rosing       |
| 1939–1944   | Knud Abelsen                   | Jens Geisler          |                                        |
| 1945–1950   | Søren Kaspersen                | Peter Egede           | Wahl von Søren Kaspersen 1945 ungültig |